# NGC 2028
NGC 2028 je otvoreni skup u zviježđu Stolu. 

## Vanjske poveznice
- SEDS: NGC 2028